# Dirk Loßack

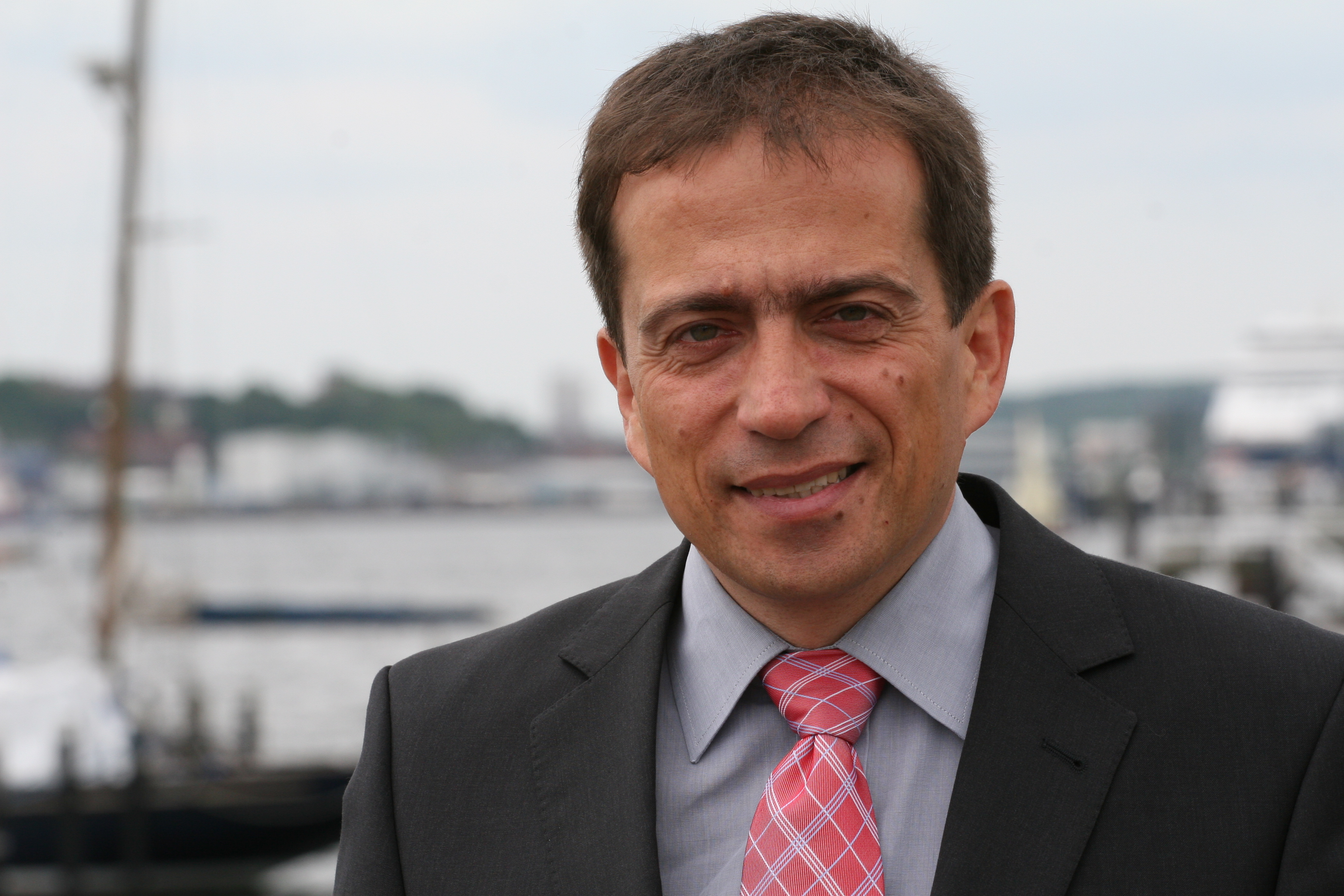
Dirk Loßack (2012)

Dirk Loßack (* 17. Mai 1970 in Berlin) ist ein deutscher Schulleiter und Staatssekretär.

## Biografie
Dirk Loßack studierte von 1989 bis 2002 Politik- und Sportwissenschaften an der Freien Universität Berlin mit anschließendem Lehramtsreferendariat bis 2004. Er war dann zunächst Lehrer in der Stiftung Louisenlund (privates Gymnasium und Internat) und studierte berufsbegleitend an der TU Kaiserslautern „Schulmanagement“. Er wechselte 2010 als stellvertretender Schulleiter an die Fridtjof-Nansen-Schule Flensburg und übernahm nach einem Jahr die Schulleitung. Im Kabinett Albig wurde er 2012 Staatssekretär für Bildung. Er übte diese Position bis 2017 aus.
Loßack ist seit 1988 Mitglied der SPD.